# Austin Toros 2011-2012
La stagione 2011-12 degli Austin Toros fu l'11ª nella NBA D-League per la franchigia.
Gli Austin Toros arrivarono secondi nella Western Conference con un record di 33-17. Nei play-off vinsero il primo turno con gli Erie BayHawks (2-1), la semifinale con i Canton Charge (2-1), vincendo poi il titolo battendo in finale i Los Angeles D-Fenders (2-1).

## Roster
| N° | Naz.                   | Ruolo | Sportivo          | Anno | Alt. | Peso |
| -- | ---------------------- | ----- | ----------------- | ---- | ---- | ---- |
| 2  | Stati Uniti (bandiera) | A     | Josh Simmons      | 1988 | 196  | 86   |
| 4  | Stati Uniti (bandiera) | G     | Brad Wanamaker    | 1989 | 193  | 95   |
| 5  | Stati Uniti (bandiera) | G     | D'Andre Bell      | 1987 | 196  | 100  |
| 5  | Stati Uniti (bandiera) | G     | Lester Hudson     | 1984 | 191  | 86   |
| 5  | Stati Uniti (bandiera) | GA    | Omar Reed         | 1987 | 198  | 95   |
| 6  | Stati Uniti (bandiera) | A     | Josh Davis        | 1980 | 204  | 111  |
| 6  | Stati Uniti (bandiera) | A     | Leo Lyons         | 1987 | 206  | 109  |
| 6  | Stati Uniti (bandiera) | G     | Myles McKay       | 1986 | 195  | 85   |
| 7  | Stati Uniti (bandiera) | G     | Tristan Thompson  | 1988 | 193  | 93   |
| 9  | Stati Uniti (bandiera) | G     | Justin Dentmon    | 1985 | 183  | 84   |
| 10 | Stati Uniti (bandiera) | G     | Carldell Johnson  | 1983 | 178  | 88   |
| 11 | Stati Uniti (bandiera) | G     | Jamarr Sanders    | 1988 | 193  | 95   |
| 15 | Stati Uniti (bandiera) | GA    | Da'Sean Butler    | 1988 | 201  | 102  |
| 15 | Stati Uniti (bandiera) | G     | Stefan Welsh      | 1987 | 193  | 85   |
| 18 | Stati Uniti (bandiera) | A     | Ronald Allen      | 1984 | 208  | 111  |
| 18 | Nigeria (bandiera)     | G     | Obi Muonelo       | 1988 | 196  | 100  |
| 21 | Stati Uniti (bandiera) | A     | Malcolm Thomas    | 1988 | 206  | 102  |
| 21 | Stati Uniti (bandiera) | AC    | Dan Vandervieren  | 1988 | 208  | 120  |
| 21 | Stati Uniti (bandiera) | A     | Julian Wright     | 1987 | 203  | 102  |
| 22 | Stati Uniti (bandiera) | GA    | Terrance Woodbury | 1987 | 201  | 101  |
| 23 | Stati Uniti (bandiera) | G     | Solomon Bozeman   | 1987 | 185  | 79   |
| 23 | Canada (bandiera)      | G     | Cory Joseph       | 1991 | 191  | 84   |
| 24 | Stati Uniti (bandiera) | G     | Ronald Murray     | 1979 | 193  | 89   |
| 24 | Stati Uniti (bandiera) | A     | Lance Thomas      | 1988 | 203  | 102  |
| 32 | Stati Uniti (bandiera) | C     | Luke Bonner       | 1985 | 216  | 109  |
| 32 | Guyana (bandiera)      | A     | Travis George     | 1985 | 206  | 104  |
| 33 | Stati Uniti (bandiera) | A     | Keith Clark       | 1987 | 203  | 111  |
| 33 | Stati Uniti (bandiera) | A     | Julian Sensley    | 1982 | 206  | 102  |
| 34 | Stati Uniti (bandiera) | A     | Eric Dawson       | 1984 | 206  | 113  |
| 44 | Stati Uniti (bandiera) | C     | Luke Zeller       | 1987 | 211  | 111  |

## Staff tecnico
- Allenatore: Brad Jones
- Vice-allenatori: Taylor Jenkins, Alex Lloyd
- Preparatore atletico: Nixon Dorvilien